# Hidetoyo Watanabe
Hidetoyo Watanabe (渡邉 英豊 Watanabe Hidetoyo?), född 19 januari 1971 i Kanagawa prefektur, är en japansk före detta fotbollsspelare.
Watanabe började sin karriär 1993 i NEC Yamagata (Montedio Yamagata). 1998 flyttade han till Denso. Efter Denso spelade han för Omiya Ardija. Han avslutade karriären 2002.